# Stanoje Jocić
Stanoje Jocić (Станоје Јоцић; ur. 5 czerwca 1932 w Skopje) – jugosłowiański piłkarz grający na pozycji napastnika.

## Kariera
Karierę piłkarską rozpoczął w 1952 roku w pierwszoligowym klubie BSK Belgrad. W swoim pierwszym sezonie został królem strzelców ligi jugosłowiańskiej, zdobywając łącznie 13 goli. W 1954 roku dołączył do Partizana Belgrad, z którym rozegrał łącznie 3 sezony. Od sezonu 1957/58 ponownie występował w barwach swojego pierwszego klubu, który w międzyczasie zmienił nazwę na OFK Belgrad. W trakcie kariery klubowej dwukrotnie triumfował w rozgrywkach o Puchar Jugosławii (sezony 1953 i 1954). W sezonie 1959/1960 był zawodnikiem Čelika Zenica.
18 grudnia 1960 zadebiutował w Hajduku Split w wygranym 1:0 meczu Pucharu Jugosławii z Dinamem Zagrzeb. Rozegrał dla tego klubu 11 spotkań, z czego 3 oficjalne (2 ligowe i 1 pucharowy) oraz 8 towarzyskich.
W reprezentacji Jugosławii debiutował 2 listopada 1952 roku w rozegranym w Belgradzie meczu przeciwko Egiptowi (5:0). Łącznie w kadrze narodowej zagrał 4 razy zdobywając 2 gole.